# Krisztina Tóth
Krisztina Tóth (Miskolc, 29 mei 1974) is een Hongaars professioneel tafeltennisster. Ze was de verliezend finaliste op de Europa Top-12 van 2005 en werd Europees kampioene dubbelspel in 1994, 2000 (beide met Csilla Bátorfi) en 2008 (met Georgina Pota).
Tóth nam voor Hongarije deel aan de Olympische Spelen van 1996, 2000, 2004 en 2008. Haar hoogste notering op de Spelen was een vierde plek in het dubbelspeltoernooi van Sydney 2000.
De Hongaarse speelde competitie voor onder meer de Duitse clubs TV Busenbach, FC Langweid en FSV Kroppach in de Bundesliga. Met laatstgenoemde verloor ze in 2008/09 de finale van de European Champions League van het Oostenrijkse Linz AG Froschberg. Met het Hongaarse Statisztika Budapest won ze in 1994, 1995, 1996 en 2000 wel de European Club Cup of Champions.

## Erelijst
Belangrijkste resultaten:
- Zilver Europa Top-12 in 2005
- Brons Europa Top-12 in 2003 en 2010
- Europees kampioene dubbelspel 1994, 2000 (beide met Csilla Bátorfi) en 2008 (met Georgina Pota)
- Europees kampioene gemengd dubbelspel 1996 (met Vladimir Samsonov) en 2003 (met Werner Schlager)
- Halve finale dubbelspeltoernooi op de wereldkampioenschappen tafeltennis 1995 (met Csilla Bátorfi)
- Brons World Team Cup 1995 en 2007 (met Hongarije)

ITTF Pro Tour:
- Winnares Denemarken Open 2004
- Winnares Rusland Open 2005